# Josep Maria Sert
Pour les articles homonymes, voir Sert et Badia (homonymie).

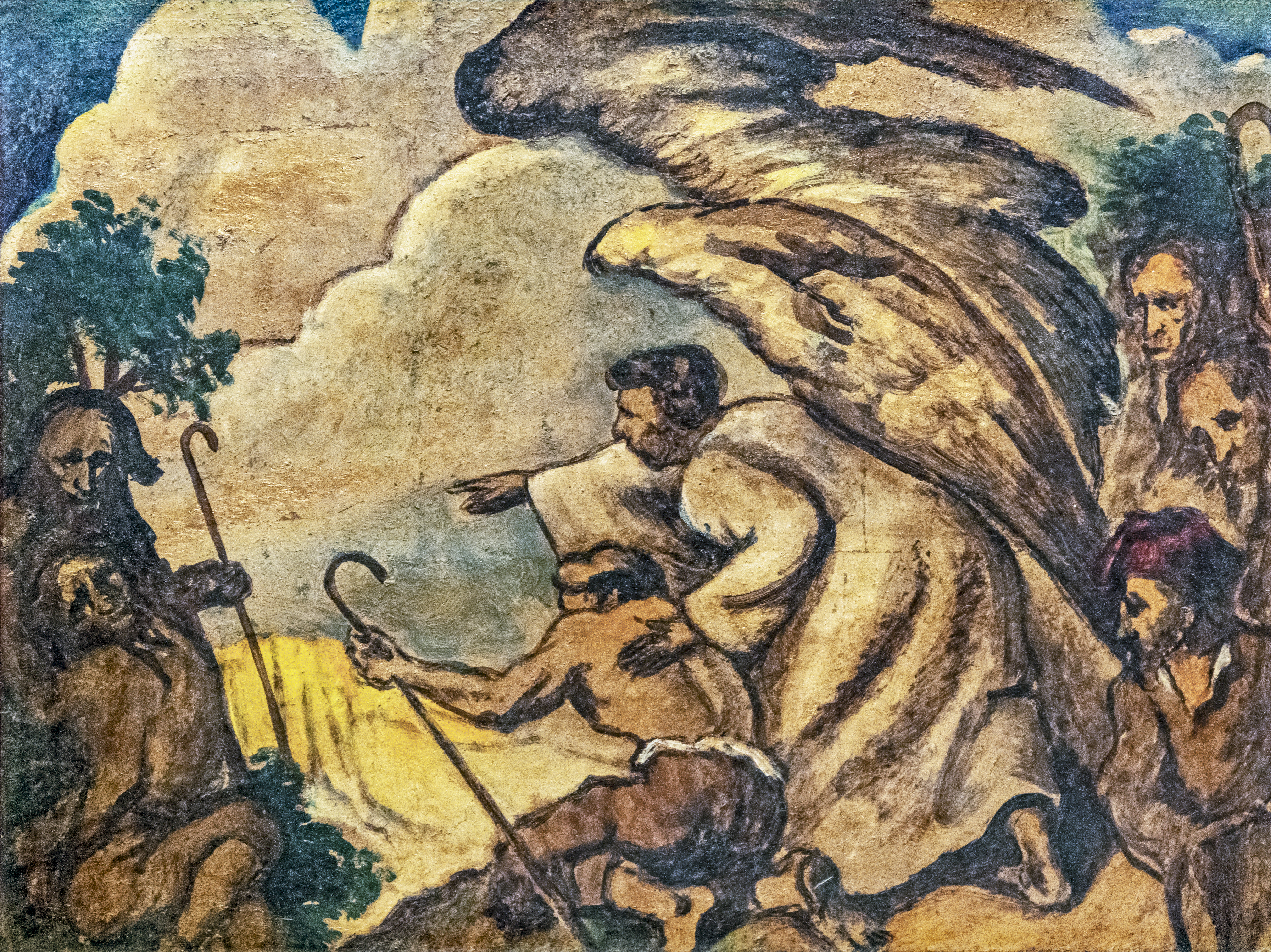
Tobie et l'Ange - Musée des Beaux-Arts de Carcassonne.

Josep Maria Sert i Badia, né le 21 décembre 1874 à Barcelone et mort le 27 novembre 1945 dans cette même ville, est un peintre et photographe catalan.

## Biographie
Fils d'un célèbre artiste tapissier catalan, Josep Maria Sert i Badia fréquente une école jésuite avant de suivre un enseignement à domicile. 
À Barcelone, il fréquente le Cercle artistique de Sant Lluc, association d'artistes catholiques avec une esthétique conservatrice. Il se rend aussi régulièrement à la brasserie Els Quatre Gats, lieu de rencontre des artistes et des intellectuels plus progressistes. Ces deux groupes d'artistes différents voire contraires font osciller l'artiste entre traditionalisme et modernisme rénové. 
En 1899, il s'installe à Paris dans un atelier luxueux ayant appartenu à Horace Vernet. Son réseau d'amis connus à Barcelone (Vincent d'Indy et Isaac Albéniz) lui permet de rencontrer des personnalités artistiques liées au courant symbolique. Siegfried Bing lui commande la décoration de la salle à manger du Pavillon de l'Art nouveau pour l'Exposition universelle de 1900. Son œuvre intitulée Hommage à Pomone ou Le Cortège de l'abondance n'est remarquée par aucune critique. 
En 1900, il demande à l'évêque Torras i Bages de décorer une église de son diocèse. Ce dernier choisit la cathédrale de Vic. Pour enrichir ses sources d'inspiration, l'artiste décide de parcourir l'Italie avec une préférence pour Venise. 
En 1907, l'artiste présente quelques esquisses de Vic au Salon d'automne qui suscite la reconnaissance critique (planéité revendiquée[pas clair], thème allégorique et couleurs lumineuses). Sa rencontre avec Misia, célèbre égérie des artistes, lui permet d'enrichir son réseau parisien et de voir ses commandes augmenter de manière significative. Ses clients sont essentiellement des aristocrates : le marquis d'Allela à Barcelone pour sa salle de bal en 1910, la princesse de Polignac pour son salon de musique en 1911, la comtesse de Béhague pour un plafond de son hôtel en 1912, Sir Saxton Nobel à Londres pour son grand salon en 1913. 
Le projet de Vic est progressivement abandonné car l'artiste doit mener de front la réalisation de plusieurs œuvres simultanément. De plus, ses assistants français en raison de la guerre doivent quitter le chantier de la cathédrale. La pénurie de matériaux puis la mort de l'évêque en 1916 provoquent la suspension des travaux. 
Il a mené une vie mondaine très intense toute sa vie. Il s'est marié une première fois en 1920 avec Misia, qui était sa maîtresse depuis 1908. Il participe au célèbre convoi d'ambulances organisé par Misia qu'il a peint dans Allégories de la première guerre mondiale en 1916. En 1916, il réalise les décors et les costumes des Ménines de Diaghilev. En 1922, l'avocat et homme politique catalan Francesc Cambo finance la reprise du projet de la décoration de la cathédrale de Vic. 
Sa réputation artistique devient largement internationale avec l'exposition d'esquisses, maquettes et panneaux à New York chez Wildenstein en 1924. Sa clientèle huppée s'agrandit et s'internationalise aussi. En 1926 il expose les toiles du nouveau projet de Vic au Jeu de Paume et les installe en 1927. 
Il se remarie en 1927 avec la « princesse » géorgienne Isabelle Roussadana, dite Roussy, fille de Zakharias Mdivani. Après la mort de Roussy en 1938, Sert se rapproche de Misia, chacun conservant son appartement respectif. 
Ses peintures très populaires augmentent ses commandes privées et publiques, en Europe comme aux États-Unis (Hôtel de Ville à Barcelone en 1929, salle à manger de l'hôtel Waldorf-Astoria de New York en 1931, ancienne église de San Telmo à Saint-Sébastien en 1932, palais de justice de Barcelone et de Saint-Sébastien, résidences de personnalités espagnoles et étrangères. Plusieurs de ces décors privés sont réalisés dans des villas des Baléares ou dans des demeures en Argentine,,.
En janvier 1930, il devient un membre honoraire de l'Académie royale des Beaux-Arts San Fernando de Madrid.
La cathédrale de Vic est incendiée quelques semaines après le début de la guerre civile espagnole. 
La chapelle du palais de Liria à Madrid décorée aussi par Sert et propriété du duc d'Alba est aussi victime d'un incendie. 
En 1935-1936 par l'intermédiaire de Salvador de Madariaga, Sert fut chargé de l'ornementation de la grande salle du Conseil du Palais de la Société des Nations à Genève, développant une série d'allégories de guerre et de paix, du progrès de l'Humanité, de la justice et du droit international.
En 1937, pour l'Exposition universelle de Paris, celle où est présenté Guernica de Picasso au pavillon de l'Espagne, commande du gouvernement républicain espagnol pour cette occasion, Sert présente l'Intercession de sainte Thérèse de Jésus dans la guerre civile espagnole pour le pavillon du Vatican, qui est alors le représentant officieux de Franco, en  en plein guerre civile espagnole. En décembre cette même année il signe le Manifeste aux intellectuels espagnols, un manifeste de soutien implicite à Franco, avec de nombreux intellectuels de la droite nationaliste française. 
En dépit de son âge, il reprend pour la troisième fois la décoration de la cathédrale de Vic. Impulsé par Franco, ce nouveau chantier est inauguré en octobre 1945 et Sert décède seulement quelques semaines plus tard le 27 novembre 1945, à 70 ans à Barcelone à la suite d'une intervention chirurgicale. 
Il est enterré dans la cathédrale de Vic. 
Il est l'oncle de l'architecte Josep Lluís Sert (1902-1983).

## Un artiste tombé en désuétude
Contrairement à de nombreux artistes qui accèdent à la célébrité après leur mort, Sert réalise le parcours inverse : connu de son vivant et tombé dans l'oubli après sa mort. Une rétrospective a été organisée en 1987 en Espagne. Avant une exposition rétrospective au Petit Palais à Paris en 2012, sa dernière exposition significative en France avait eu lieu en 1926 alors que l'artiste a réalisé la majorité de son parcours artistique dans ce pays. Plusieurs raisons expliquent cet oubli. Les analystes littéraires et artistiques après la seconde guerre ne se sont intéressés qu'aux mouvements de rupture. Or, Sert s'affiche comme un héritier de la grande tradition picturale en recherchant théâtralité et sensualité et ne peut être catalogué d'avant-gardiste. 
Par ailleurs, les œuvres de Sert sont difficilement présentables. Sa peinture décorative ne peut être présentée en la dissociant de son environnement, contrairement à la peinture de chevalet qui peut être observée en toute autonomie. De plus, ses œuvres monumentales bien qu'amovibles sont lourdes impliquant un déménagement difficile et coûteux et des salles d'exposition adéquates. En outre, sa peinture sur commande est en majorité pour le domaine privé et est donc inconnue dans l'espace public.

## Singularité artistique

### Un personnage à contre-courant
Son aventure plastique est centré sur l'art monumental avec une maîtrise de la peinture à grande échelle, marqué par le baroque et le rococo.
Cet artiste est un personnage à contre-courant car il est en marge des avant-gardes. Au sujet de son éloignement des tendances contemporaines de l'art, à l'origine de sa solitude d'artiste, il a écrit : « Il doit y avoir des caméléons qui au lieu de devenir de la couleur de l'objet sur lequel ils se posent prennent la complémentaire. Mais cette faculté entre humains engendre une horrible antipathie et le pauvre caméléon  à l'envers est condamné à la parfaite solitude. Heureusement qu'en Art il n'y a que le vrai solitaire qui ait raison. Vous souvenez-vous de M. Degas ? Nous vivons une époque où les solitaires ont des Clubs et les Indépendants forment des groupes ? »
Ses peintures murales sont imposantes. Son goût pour la monumentalité, l'excès, la générosité extrême sont des caractéristiques particulières de son œuvre. Il a une conception wagnérienne de l'art. Il est qualifié de moderniste, noucentiste, symboliste et surréaliste. Sa production est prolifique (décors de théâtre, costumes, ballets, illustrations). Il a toujours été obsédé par la tridimensionnalité et le volume. 
Il est à la lisière de l'architecture, du design, du dessin et de la peinture. 
Ses sources d'inspiration sont le Tintoret, Tiepolo, Goya de la période allant de San Antonio de la Florida aux Peintures noires, Michel Ange avec ses personnages colossaux et Rubens.
Dans l'entre deux guerres, il symbolisait l'héritage des peintres de la fin de la Renaissance et du baroque et la reformulation moderne de la peinture murale.
Au début des années 1920, cinq thématiques sont récurrentes dans son œuvre : le théâtral en lien avec le spectacle, l'exotique, l'artificiel, le grotesque et le fictif autour de l'Orient, du cirque, de la foire et du carnaval. Seules les évocations décoratives et suggestives de ces sujets intéressent l'artiste. Par exemple, ce n'est pas le monde du cirque en lui-même qui importe à l'artiste mais l'effet visuel des mouvements des équilibristes en action. Progressivement, ces œuvres vont s'imprégner d'une atmosphère espagnole, d'une tonalité folklorique, populaire et méditerranéenne. 
Des motifs reviennent sans cesse dans ses œuvres : des gestes exagérés comme les bras ouverts en demi-cercle, des rangées de personnes, des parures et des costumes, des tours humaines, des figures de porcelaine (bouddha assis, éléphant), des personnages (le chinois, le vieux, le musicien, le géant ou fortiche, la femme de dos). Les nymphes dansantes sont présentes dans sa peinture pendant toute la décennie des années 1920.

### Des méthodes de travail innovantes
Ses études préparatoires sont très nombreuses avec une multiplication des esquisses sur des supports différents et dans des dimensions variées. Il procède par variations et modulations, par réutilisation et modification de motifs et de thèmes constamment retravaillés. 
L'aspect le plus moderne de l'œuvre réside dans sa méthode de travail. Le principe de la division du travail est appliqué dans son atelier. Des artisans spécialisés exécutent les différentes étapes de la création. L'artiste lui assure la direction, la coordination, le projet, l'esquisse et les retouches finales. Il emploie des moyens traditionnels propres à l'artisanat et d'autres plus en lien avec la modernité comme le montage, l'assemblage et la fragmentation. Il travaille avec une équipe d'assistants spécialisés. 
Les premières esquisses et ébauches réalisées dès la commande ont pour but de mettre en cohérence le thème et le programme décoratif organisant dans l'espace la distribution des peintures et dessinant les lignes générales des masses et du mouvement.
Pour connaître les lieux à décorer, il s'appuie sur des plans, des photos envoyés par ses clients car il travaille dans son atelier parisien. 
Lorsque le programme décoratif a été choisi, l'artiste multiplie les études à partir de toiles quadrillées, d'hémisphères en plâtre couverts de hiéroglyphes, des croquis et des photographies. L'esquisse est ensuite transposée sur la toile par la technique de la mise aux carreaux. 
Mettre aux carreaux signifie tracer des lignes verticales et horizontales se coupant à angle droit sur toute la surface d'un modèle. Sur un nouveau support, les carreaux sont ainsi reproduits. L'intérêt du procédé est de reproduire à la même échelle ou à une échelle différente un modèle original peint ou dessiné.
Sur les lieux directement à décorer, il apporte les dernières corrections au moment du marouflage. 
Sa méthode s'appuiera toujours sur deux fondamentaux : le procédé par petits bouts et la réalisation d'études préparatoires pour l'élaboration finale. 
Il s'est servi de la photographie comme un outil de travail, un support pour la composition de ses toiles. Son intérêt s'accompagne de la difficulté, pour les modèles vivants, de maintenir des poses durables. Pendant la décennie de 1920, il réalise des études du même modèle vivant, avec l'apparition de suites en mouvement. Tel un architecte comme Gaudi qui a eu un usage académique de la photographie lui permettant d'obtenir des modèles et des motifs, il l'emploie aussi selon des modalités qui lui sont propres — Gaudi installe ses modèles humains au milieu d'une mise en scène complexe de miroirs en photographiant les multiples facettes de la figure.
Tel un sculpteur, l'artiste multiplie les esquisses grâce à la photographie. Ce n'est pas le seul artiste à associer peinture et photographie dans son travail. Citons Delacroix et Durieu, Courbet et Julien Vallou de Villeneuve, Degas et la composition de Mucha. 
Les santons de crèche et les mannequins remplacent les modèles vivants. En 1918, l'artiste achète plus de 150 pièces d'une crèche du XVIIIe siècle à Naples chez un orfèvre célèbre de la région. Ces santons permettent des postures variées grâce à leurs membres articulés. Ils sont photographiés une fois mis en scène, puis mis aux carreaux comme modèle pour peindre la toile. Le dessin est remplacé par la photographie. Pour la cathédrale de Vic, les parties sous corniche sont réalisées à partir de modèles vivants ; pour les parties supérieures, il a se sert des santons. 
Sert utilise ensuite des mannequins malléables en bois, articulés plus sveltes que les santons. Les photographies de ces mannequins permettent de construire des montages collés sur des planches en bois, face à l'esquisse. Les lignes de mouvement et les profils sont soulignés au crayon sur le cliché et les ensembles sont mis aux carreaux. La photographie acquiert également un statut d'esquisse. Cette méthode permet d'intensifier la force expressive très inspirée de la sculpture et l'effet dramatique des compositions.

### Un spécialiste de la peinture murale
Sert s'est vanté de n'avoir peint que des murs. Dès 1900, son choix artistique était déterminé. Sert est persuadé de la vocation décorative de la peinture et il a besoin des murs pour exprimer ses idées. Il n'a jamais pratiqué la peinture de chevalet. Il souhaite manipuler l'espace au-delà de la peinture en choisissant les éléments qui habillent les pièces, l'éclairage ou les meubles qu'il dessine parfois. 

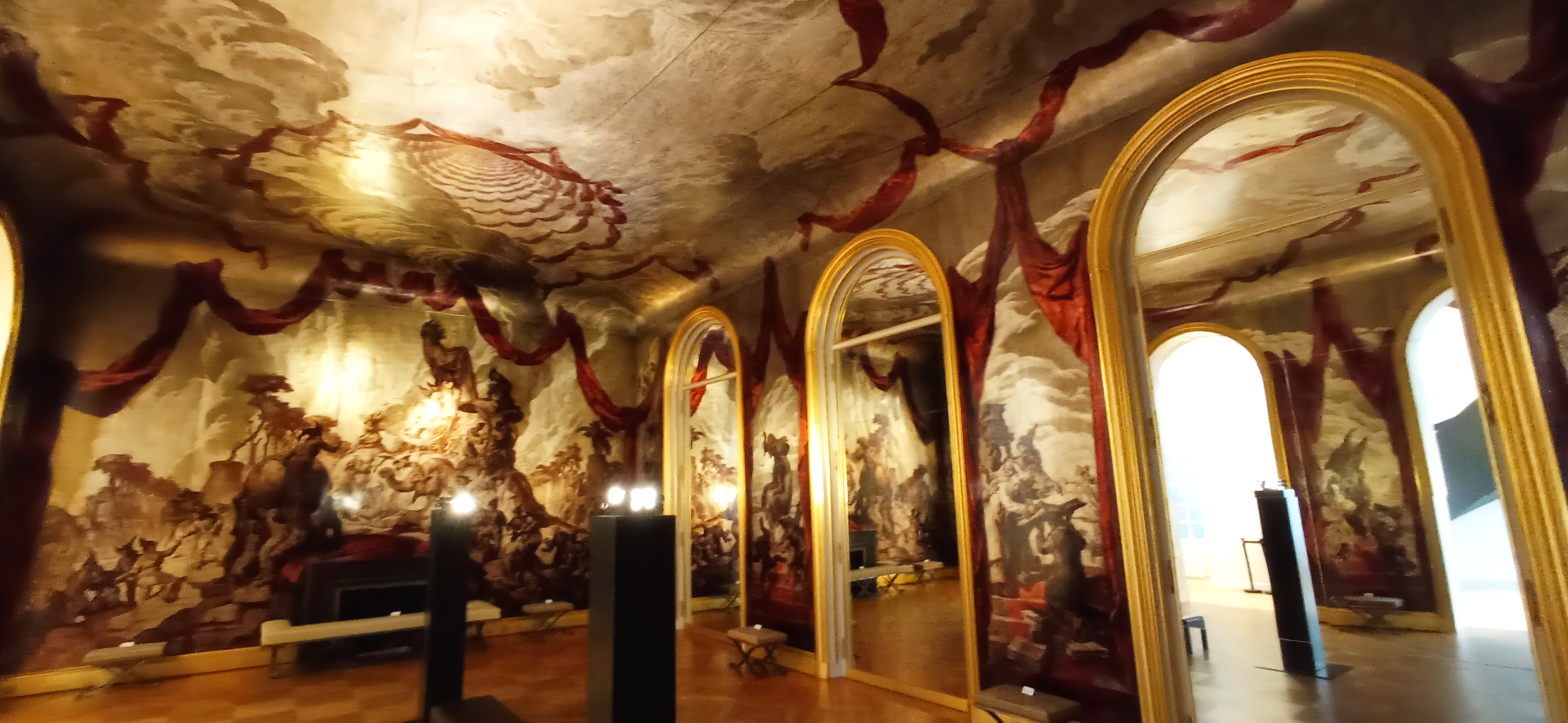
La salle de bal de l'hôtel Wendel à Paris, exposé au musée Carnavalet.

Il crée le concept de décor « boîte » quand la peinture colonise l'ensemble de l'espace. Il peint souvent sur des supports amovibles, portatifs et en majorité en bois. Les peintures dissimulent les portes et les fenêtres. Il se libère de la contrainte du mur en utilisant les artifices visuels et un espace théâtralisé. 
À ses débuts, la peinture décorative a une fonction de représentation politique (subventions de l'État pour décorer les mairies, universités musées avec un but moral de commémoration et d'enseignement). Une nouvelle esthétique va émerger avec différents courants comme le modernisme, le Jugendstil et le Modern Style avec pour mission de changer les règles de la composition et de construire l'œuvre d'art totale. Les nouveaux matériaux des bâtiments avec l'acier et le béton permettent d'envisager le mur comme un support privilégié de la grande peinture. Les arts industriels sont aussi en plein essor. 
Sert est un héritier de la tradition décorative promue par Puvis de Chavannes. Le mouvement nabi poursuit dans cette lignée, et, en 1910, Sert peut voir chez sa maîtresse Misia quatre immenses panneaux peints pour elle par Pierre Bonnard. 

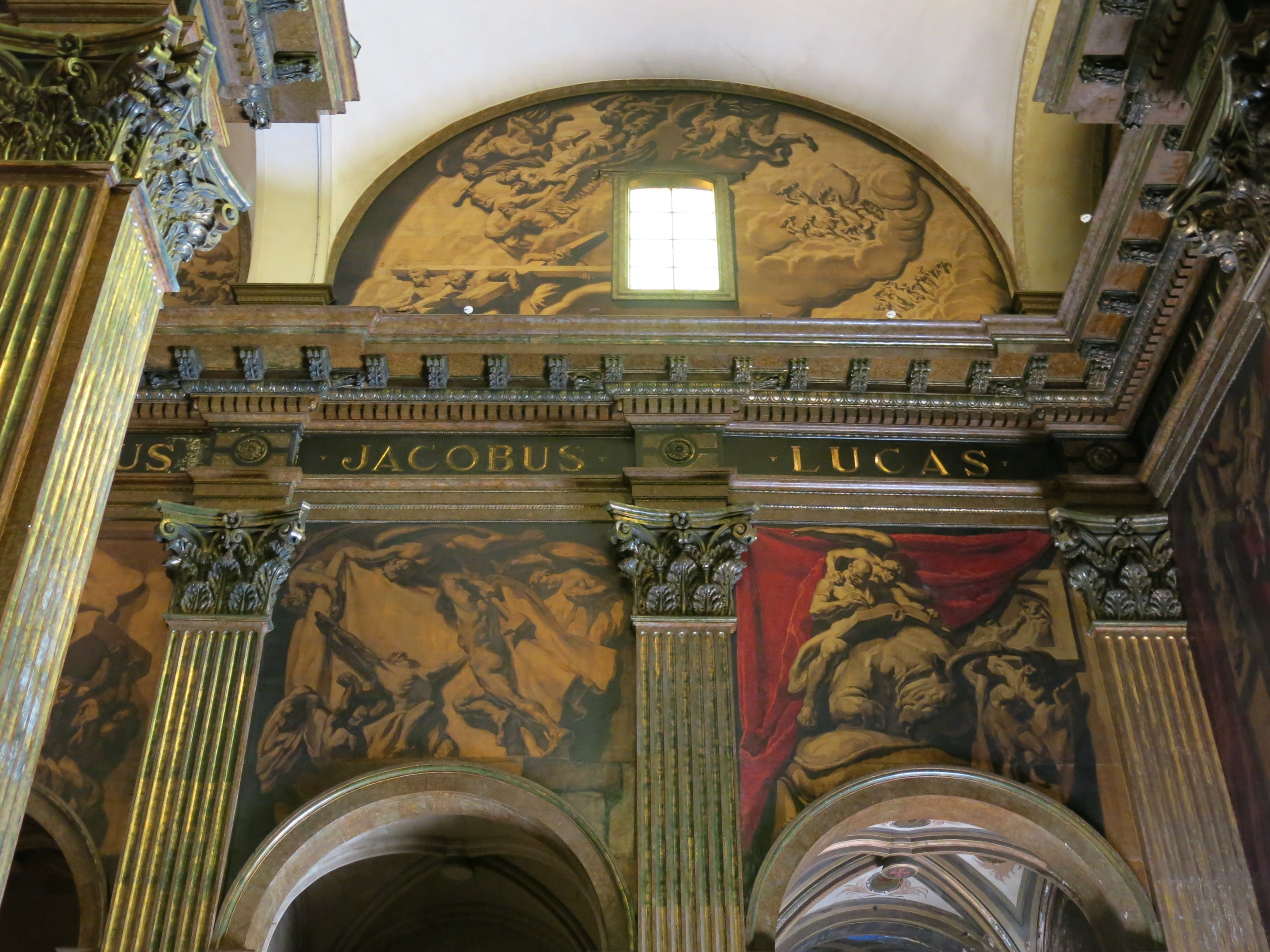
Fresques de la cathédrale de Vic.

Dans les années 1920, les artistes s'engagent politiquement dans toute l'Europe. De l'extrême droite à l'extrême gauche, l'art mural devient un excitateur, un provocateur du haut sentiment collectif. 
Pour Sert, la priorité de la peinture murale n'est pas l'éducation du peuple. Il s'agit d'interpeller le spectateur sur un plan humoristique. Il accorde aussi une place importante au regard, à la sensualité et au plaisir. Sa position est singulière dans une période où les questions tournent autour de l'efficacité politique et sociale de l'art. 
Fidèle à l'art baroque, il pense le décor comme une scène de théâtre dans laquelle les sens doivent être sollicités et non comme un discours articulé. Il participe à l'utopisme de ces années. En 1936, il réalise le décor de la salle du Conseil du palais des Nations à Genève. Son œuvre intitulée Ce qui sépare et ce qui unit les hommes est un cadeau de la Seconde République espagnole. En 1936, il décore aussi le hall de la RCA Building à New York à la suite d'une commande de Nelson Rockefeller (œuvre intitulée Les triomphes de l'humanité).

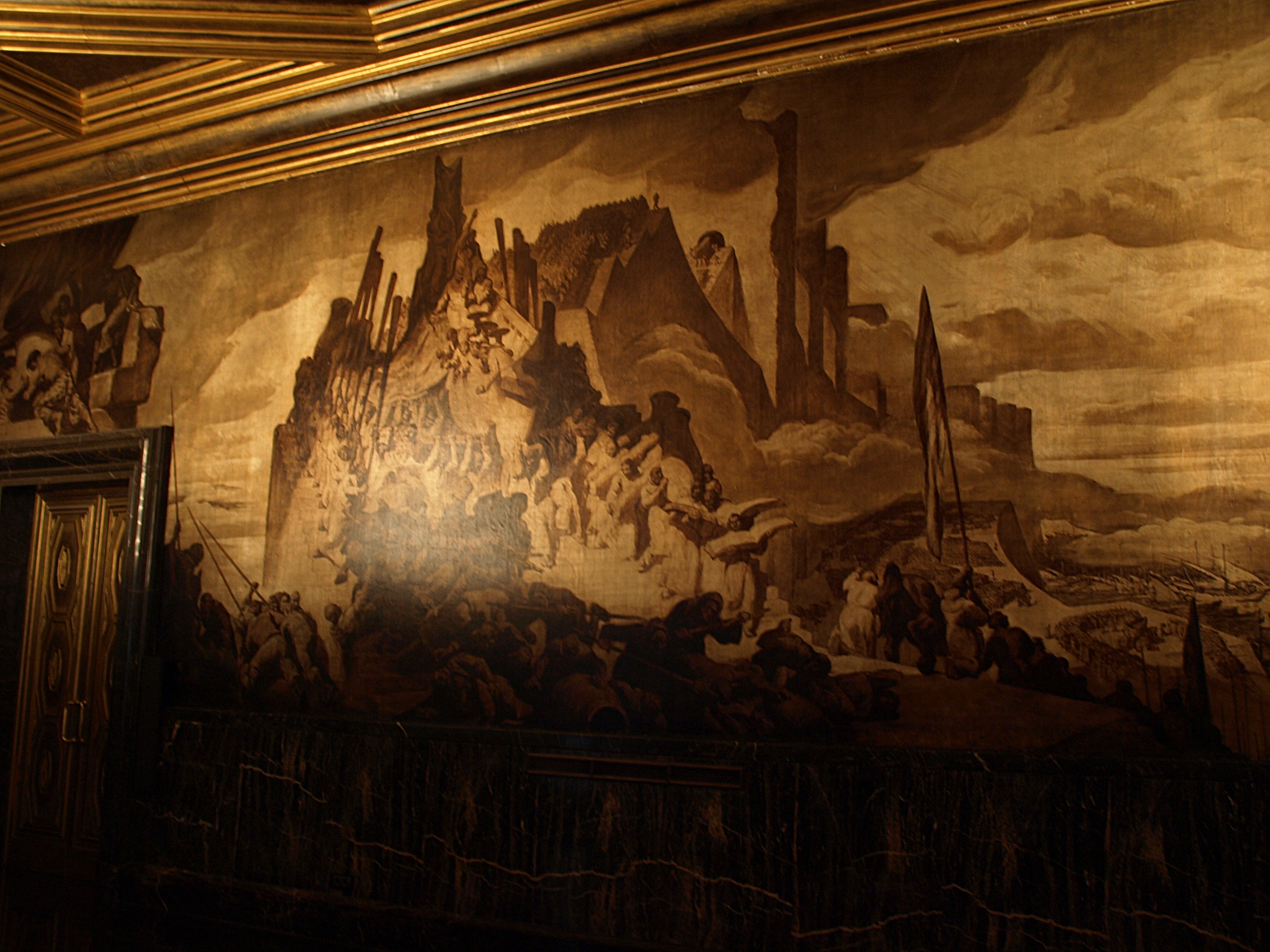
Salon des chroniques.

## Sert et la politique
Il est aussi une figure dérangeante en raison de son évolution conservatrice à la fin de sa vie qui lui a valu des inimitiés. En 1937, il adhère à la cause franquiste ouvertement. Il assure la représentation officieuse de l'Espagne de Franco en peignant un autel destiné à décorer le Pavillon du Vatican pendant l'exposition universelle de 1937. La peinture est intitulée Pour les martyrs d'Espagne, mettant en scène l'iconographie propre à la droite franquiste. Il s'est servi de la politique non comme un terrain d'engagement mais comme un théâtre lui permettant de briller ou comme un jeu d'influences. 
Cependant, il est à noter des initiatives sur le plan artistique. En 1937, il est le fer de lance d'une initiative pour la défense du patrimoine artistique espagnol. Faisant suite à sa demande, l'Union centrale des arts décoratifs demande à la Société des Nations la rédaction d'une loi protégeant le patrimoine des pays en guerre. Il est aussi à l'origine de la création en 1939 du Comité international pour la sauvegarde des trésors d'art espagnols. 
Il favorise aussi les échanges d'œuvres d'art entre la France et l'Espagne en 1940 et 1941.
Sert n'a pas hésité à utiliser son réseau pour aider de nombreuses personnes pendant l'occupation allemande.

## Son portrait par Chanel
De la première guerre à sa mort, Misia a été l'amie de Coco Chanel. Cette dernière a souvent accompagné le couple Sert dans ses pérégrinations en Europe. Elle s'en est confiée à Paul Morand au moment où il préparait L'Allure de Chanel. Le portrait qu'elle trace de José Maria est des plus piquants :

« Ce gros singe velu avec sa barbe teinte, sa bosse dans le dos, ses lunettes d'écaille immenses… aimait le colossal en tout. Il couchait dans un pyjama noir, ne se lavait jamais, et, même nu, paraissait vêtu d'une pelisse, tant il était velu ; ce n'était même pas indécent… [Elle le qualifie de] gnome énorme, qui portait dans sa bosse, comme une hotte magique, de l'or et des ordures,... un extrême mauvais goût, un discernement exquis, le diamant et le caca, la bonté et le sadisme… qualités et défauts à une vertigineuse échelle. C'était le compagnon de voyage idéal : toujours de bonne humeur, cicerone d'une érudition baroque et prodigieuse… Il m'emmenait à travers les musées comme un fauve à travers une forêt familière, expliquait tout à mon ignorance attentive, se plaisait à faire mon éducation, me trouvait un goût naturel qu'il préférait à sa science… Jojo savait tout, le catalogue des tableaux de Boltraffio, les itinéraires d'Antonello de Messine, la vie des saints, ce que Dürer avait gravé à quatorze ans, les prix que les cent florins [la célèbre gravure de Rembrandt] avec marges sur papier de Chine avaient fait à la vente de la collection Hibbert, l'art des marouflages et rentoilages, quel vernis employait Annibal Carrache ; il pouvait disserter des heures sur l'emploi de la laque de garance chez Tintoret. »